# Ramphocelus
Ramphocelus is een geslacht van zangvogels uit de familie Thraupidae (tangaren).

## Soorten
Het geslacht kent de volgende soorten:
- Ramphocelus bresilia  – Rode tangare
- Ramphocelus carbo  – Fluweeltangare
- Ramphocelus dimidiatus  – Roodbuiktangare
- Ramphocelus flammigerus  – Vuurrugtangare
- Ramphocelus icteronotus  – Geelrugtangare
- Ramphocelus melanogaster  – Zwartbuiktangare
- Ramphocelus nigrogularis  – Zwartmaskertangare
- Ramphocelus passerinii  – Roodrugtangare
  - Ramphocelus passerinii costaricensis   – Costaricaanse tangare
- Ramphocelus sanguinolentus  – Vuurkraagtangare